# Долно Драглище
До̀лно Дра̀глище е село в Югозападна България. То се намира в община Разлог, област Благоевград. До 4 януари 1966 година името на селото е Долно Драглища.

## География
Село Долно Драглище е разположено на 10 километра източно от град Разлог в предпланините на Югозападна Рила, на левия бряг на река Драгалищица. Срещу селото в Драгалищица се влива планинската река Клиница или Нидобращица. В долния край на селото, на десния бряг на реката и от двете страни на пътя за Баня е Зърневата махала, която е обособена част на селото.

## История

### Етимология
Според академик Иван Дуриданов етимологията на името Драглища е от първоначалния патроним на -ишти < -itji от личното име Драгол, Драгул с елизия на наудареното о или у. Станислав Роспонд извежда името от личното име *Драгъл, което според Дуриданов не е засвидетелствано. Йордан Заимов пък обяснява името Драглища от изчезнало лично име *Драгло = Драго + ло, но според Дуриданов такъв тип имена е чужд на славянската антропонимия.

### В Османската империя
Селото е споменато за пръв път в османски документ от 1576 година като Драглища-и зир в Разложката нахия.
Границите на селото са Баждово (вероятно Баня или Бачево), Годлево, Горно село (Горно Драглище), Малка Белица (Краище), Голяма Белица и Недобърско. Вероятно селото е съществувало и преди XVI век, пръснато на отделни махали, тъй като около оброчищата около него – „Спасова църква“, „Свети Атанас“, „Света Троица“ и „Свети Илия“, са намирани останки от керамика и други предмети от бита.
Църквата „Успение Богородично“ е от XVI век, а „Свети Димитър“ от 1835 година.
В 1876 година във връзка с подготовка на въстание в България в Долно Драглища, село без турско население и администрация, е изграден революционен комитет, в който влизат поп Никола Трифонов Чолаков, Георги Калоянов (Икимджията), Михаил Нишков, Лазар Нишков, Георги Николов Чолаков – делегат на Оборищенското събрание, Никола Стоянов Калоянов и Сава Иванов Калоянов (Икимджийски). Комитетът обаче е разкрит и съзаклятниците са арестувани.
След Руско-турската война и Берлинския договор, целият Разлог остава в Османската империя и Долно Драглища се превръща в гранично селище. Долнодраглищани участват масово в Кресненско-Разложкото въстание, като тяхната чета в битката за освобождение на Баня е най-многобройна. След разгрома на въстанието, населението на селото бяга в Рила, а много от жителите му се установяват в Свободна България.
Според „Етнография на вилаетите Адрианопол, Монастир и Салоника“, издадена в Константинопол в 1878 година и отразяваща статистиката на населението от 1873 г. в Долне Драглища (Dolné Draglischta) има 146 домакинства с 500 жители българи.
В 1891 година Георги Стрезов пише за селото:
| „ | Долно Драглища, 1/2 час към ЮИ от горното село. Същото състояние. Има само една църква. Преди време имало повече от 120 къщи, сега останали само 80. | “ |

В 1893 година в Долно Драглища е основан комитет на Вътрешната македоно-одринска революционна организация, като членовете му са Михаил Рабаджиев, Панарет Исаев Калоянов, Иван Чолаков, Георги Тошков и живите участници в Кресненско-Разложката буна. През селото минава нелегален канал от Княжеството за Серския революционен окръг и комитетът в селото се занимава с куриерска дейност, пренасяне на оръжие и боеприпаси и превеждане на отделни лица и цели чети през границата. В 1895 година османски части убиват в Рила революционера Павел Костов Калоянов и днес Малък връх се казва Павлев връх. По-късно загива и куриерът на революционната организация Христо Стоянов Калоянов.
Към 1900 година според известната статистика на Васил Кънчов („Македония. Етнография и статистика“) населението на селото брои 620 души, всичките българи-християни.
Долнодраглищени участват активно и в Илинденско-Преображенското въстание, избухнало в Серски окръг през септември 1903 година. Общо въстаниците от селото са 28 души – начело е Иван (Йончо) Георгиев Калоянов, а военното ръководство е в ръцете на учителя Никола Попиванов. След погрома на въстанието отново значителна част от населението на селото бяга в Свободна България и се заселва в Златица, Чепино и Лъджене. Скоро революционната организация е възстановена и пунктът в Долно Драглища отново работи, като основните дейци са Георги Бански, Георги Пасков Чолаков, Добре Зарев Калоянов и Иван Георгиев Калоянов Топчията, ръководител на канала.
При избухването на Балканската война в 1912 година 20 души от Драглище (Горно и Долно) са доброволци в Македоно-одринското опълчение.

### В България
В селото са запазени родовете Калоянови, Чолакови, Тончеви, Караджови, Панджерови, Елчини и Попниколови, а други стари родове като Кузеви, Линчовичини, Карови, Вискови и Чукалови са изчезнали.
Преброяване на населението през 2011 г.
Численост и дял на етническите групи според преброяването на населението през 2011 г.:
|                     | Численост |
| Общо                | 643       |
| Българи             | 562       |
| Турци               | -         |
| Цигани              | 48        |
| Други               | 5         |
| Не се самоопределят | 7         |
| Неотговорили        | 21        |

## Забележителности
- „Света Богородица“ – късносредновековна църква от XVI век, обявена за паметник на културата
- „Свети Димитър“ – църква от 1835 година, паметник на културата
- Паметна плоча „Първа пушка на Разложката буна“. Поставена е на фасадата на къща по главния път, южно от центъра на селото. Сива мраморна плоча с надпис: „От тук на 13.XI.1978 г. въстаници от с.[елата] Д.[олно] и Г.[орно] Драглище, Добърско и Годлево начело с Щ. Михайлов и Г. Чолаков тръгнаха на бой с турците в с. Баня“.[18]
- Паметна плоча „Щаб на Разложката буна“. Поставена е на фасадата на частен дом, северно от центъра на селото. Върху мраморната плоча е изписано: „Тук, в старите Чолакови и Тончеви къщи на с. Долно Драглище, през паметната 1878 г. от 8 до 16 ноември се помещаваше Щабът на Кресненско-Разложкото въстание за Освобождение от турско робство“. Текстът е преведен и на английски език.[18]

## Личности
Родени в Долно Драглище
- Анания Нишков (1850 – ?), български учител в Добърско през 1860 година[19]
- Георги Аврамов Чолаков (Дедо Даскало, около 1835 – 1903), български революционер
- Георги Докторов (1852 – 1924), български революционер
- Георги Исаков Тончев – Шестака (1914 – 1944), роден на 10 март 1914 г., получава основно образование и работи като горски, железопътен и сладкарски работник, член на РМС от 1942 г., мобилизиран в Неврокоп в началото на 1944 г. заедно с Димитър Даракчиев от Белица дезертират с оръжието си и през април се присъединяват към партизанския отряд „Никола Парапунов“, на 16 май 1944 г. групата на Георги Топалов, в която влиза и Георги Тончев, е открита от жандармерията в местността Равен и Тончев загива в сражението[20]
- Георги Караджов (1901 – 1942), български революционер, деец на ВМРО (обединена)
- Георги Николов Чолаков (1853 – 1919), български революционер
- Димитър Христов Чолаков, български военен деец, полковник, загинал през Първата световна война[21]
- Илия Чолаков (1865 – 1916), български военен деец
- Йончо Калоянов (1866 – 1947), български революционер
- Кирил Боянов Иванов, български военен деец, майор, загинал през Балканската война[22]
- Кръстьо Михайлов, български революционер, деец на ВМОРО от Горно или Долно Драглища, загинал преди 1918 г.[23]
- Лазар Нишков (1854 – 1938), български революционер и военен деец
- Михаил Нишков, български революционер
- Никола Алексов, македоно-одрински опълченец, 22-годишен, четата на Георги Занков, носител на орден „За храброст“ ІV степен[24]
- Никола Попиванов (1880 – 1918), български революционер
- Сава Докторов (1849 – 1941), български революционер
- Серафим Боянов (1865 – 1937), български фолклорист
- Стоян Калоянов (1869 – 1938), български офицер
- Тодор Атанасов (? – 1899), български свещеник в Сушица (1875 – 1878)[25]
- Христо Иванов, деец на ВМОРО, четник на Пейо Яворов
- Цветко Караджов (1920 – 1993), български офицер